# Denkmal für Heinrich den Seefahrer (Dili)

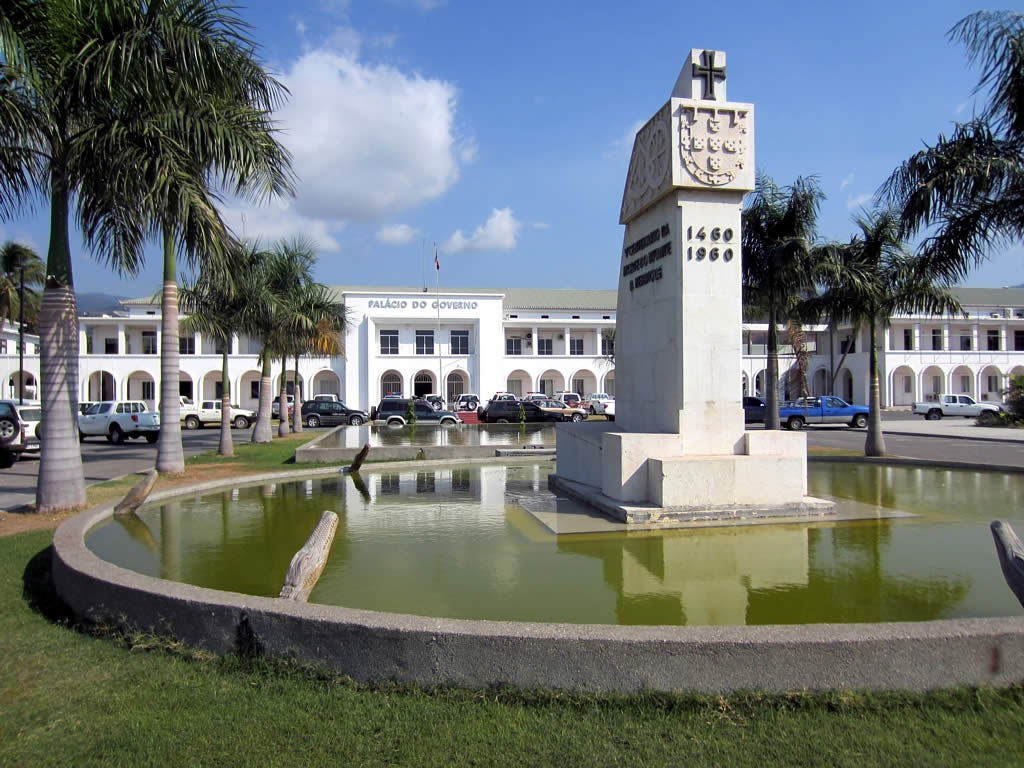
Das Denkmal vor dem Regierungspalast Osttimors (2023)

Das Denkmal für Heinrich den Seefahrer in der osttimoresischen Hauptstadt Dili wurde am 13. November 1960 zum 500. Todestag von Heinrich dem Seefahrer vor dem damaligen Gouverneurspalast, dem heutigen Regierungspalast Osttimors, aufgestellt.

## Geschichte

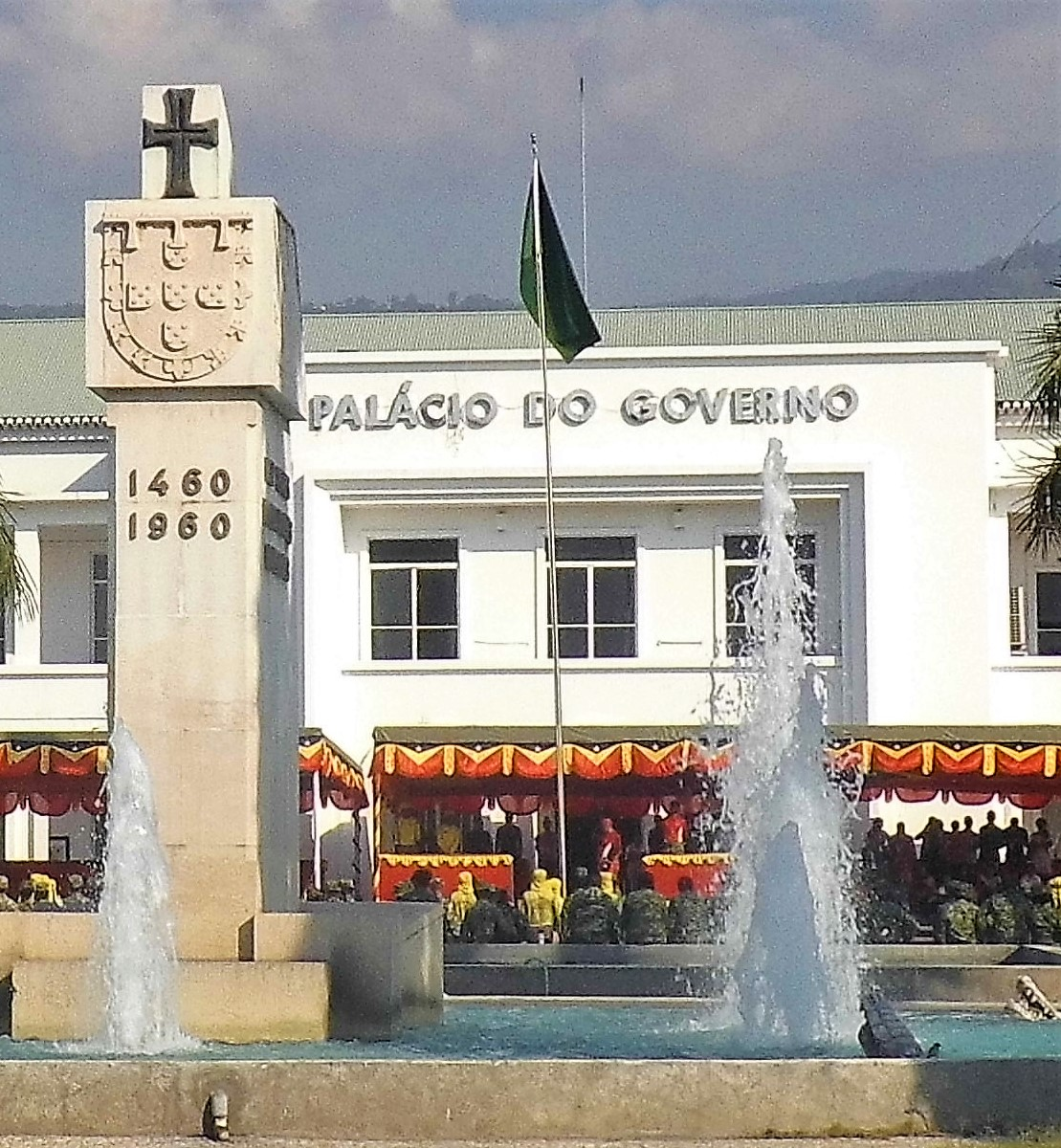
Das Denkmal mit Fontäne

Das Denkmal symbolisierte die Herrschaft der Kolonialmacht über Portugiesisch-Timor. Der Standort ist der Form des Praça do Comércio in Lissabon nachgeahmt, mit dem Denkmal als zentralem Element. Im selben Jahr hatte die Generalversammlung der Vereinten Nationen die Bewohner der portugiesischen Überseeprovinzen als „koloniale Staatsbürger“ („colonial subjects“) definiert und Portugal das Recht bestritten, über deren Identität zu bestimmen. Der australische Menschenrechtsanwalt Pat Walsh nannte das Denkmal die Art des portugiesischen Diktators Salazar, den Vereinten Nationen zu sagen: „Vá embora!“ (deutsch Haut ab!), und den Timoresen „Wir sind hier, um zu bleiben“. Ähnliche Denkmäler wurden auch in anderen Teilen des Kolonialreiches errichtet.
Bei der Anlage des neuen Wasserbeckens am Denkmal wurde zwischen Juni und Juli 2012 ein Massengrab mit mindestens 72 Leichen entdeckt. Es war unklar, ob es Opfer der indonesischen Invasion (1975–1979) und der folgenden Hinrichtungen am Toko-Lay-Gebäude oder schon im Zweiten Weltkrieg Umgekommene waren. Da die Toten relativ groß waren, vermutete man, dass es sich bei den Opfern um Angehörige der chinesischen Minderheit handelt.
Während der indonesischen Besatzungszeit (1975–1999) wurde das Denkmal nicht zerstört, auch wenn sich die Besatzer als Befreier Osttimors von der kolonialen Herrschaft verstanden. Walsh nimmt an, dass Portugal nicht verärgert werden sollte, das zeitweise bei seiner Unterstützung für einen unabhängigen Staat Osttimor schwankte. Der Historiker Geoffrey Gunn deutet Veröffentlichungen der indonesischen Provinzregierung aber so, dass die Indonesier fälschlicherweise davon ausgingen, das Denkmal sei lediglich einem portugiesischen Kolonialbeamten gewidmet. Tatsächlich gibt es in Dili solche Denkmäler für Artur do Canto Resende und Manuel Jesus Pires, aber auch das Denkmal für die Opfer der japanischen Besetzung Timors und die Fonte dos Namorados überstanden die Besatzung.

## Aussehen

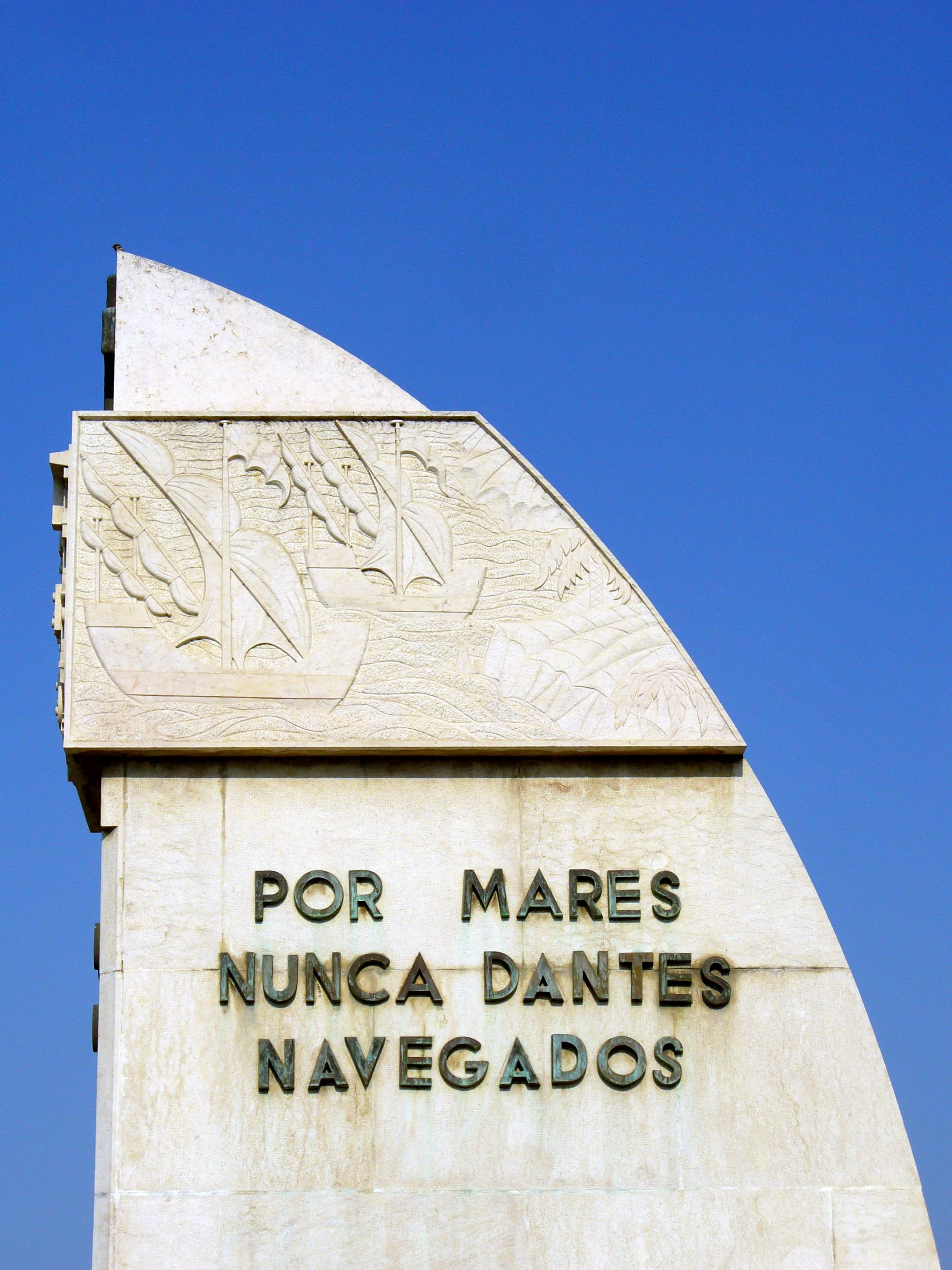
Rechte Seite mit Karavellen und Zitat aus den Lusiaden

Das Denkmal besteht aus einer Säule aus portugiesischem Kalkstein. In seiner Form soll es zum einen an einen Padrão (die Steinsäulen, mit denen Portugal seinen Besitzanspruch an entdeckten Ländern markierte) und an das Segel einer Karavelle erinnern. Es ist angelehnt an den Padrão dos Descobrimentos, das monumentale Pendant zum hiesigen Denkmal im Lissaboner Stadtteil Belém.
Gekrönt ist die Säule von einem Kreuz des Christusordens, mit dem die Segel der portugiesischen Seefahrer geschmückt waren. Darunter befindet sich in der Front das Wappen von Heinrich dem Seefahrer, auf der linken Seite eine Windrose und ein Sextant, auf der rechten zwei Karavellen vor einer Küste mit Palmen. Vorne stehen die Jahreszahlen 1460 und 1960, links „V Centenário da Morte do Infante D. Henrique“ (deutsch 500. Jahrestag des Todes von Prinz D. Heinrich) und rechts die Inschrift „Por Mares Nunca Dantes Navegados“ (deutsch Auf nie zuvor befahrenen Meeren), ein Zitat aus den Lusiaden, dem Nationalepos Portugals von Luís de Camões.
Ursprünglich war der Platz vor dem Palast frei zugänglich. 2012 wurde ein runder Springbrunnen mit zehn Fontänen um das Denkmal angelegt. Am Rand befinden sich acht kleine Wasserspeier in Form von Krokodilköpfen, dem Nationaltier Osttimors. Das Gelände wurde eingezäunt und am 20. Mai 2018 als Praça da Proclamação da Independência (deutsch Platz der Proklamation der Unabhängigkeit) neu eingeweiht. Die Einbindung des portugiesischen Denkmals in den Platz, der an die Ausrufung der Unabhängigkeit von Osttimor 1975 erinnert, wird als bewusste Entscheidung der Regierung Osttimors interpretiert, das portugiesische Kolonialerbe als Teil der nationalen Identität des Landes zu betrachten.